# Jaime de Sousa
Jaime Júlio Velho Cabral Botelho de Sousa (Ponta Delgada, 26 de Abril de 1875 — Lisboa, 6 de Dezembro de 1946), mais conhecido por Comandante Jaime de Sousa, foi um político e militar da Marinha Portuguesa, onde chegou ao posto de capitão-de-fragata, que exerceu as funções deputado e de Ministro das Colónias de 20 a 29 de Novembro de 1920 no governo de Álvaro de Castro.

## Biografia
Nasceu em Ponta Delgada de onde, depois de completar os estudos liceais, partiu para Lisboa, tendo ali concluído o curso da Escola Naval.
Foi eleito deputado às Cortes pelo círculo eleitoral de Ponta Delgada na vigência do regime da Monarquia Constitucional Portuguesa.
Após a Primeira Guerra Mundial exerceu funções diplomáticas como Ministro Plenipotenciário e Enviado Extraordinário de Portugal à Comissão de Reparações de Guerra. 
Apesar de ter sido deputado durante o regime monárquico, após a implantação da República Portuguesa foi Ministro das Colónias (de 20 a 29 de Novembro de 1920) num dos efémeros governos presididos por Álvaro de Castro.
Foi iniciado na Maçonaria em 1916, na Loja Rectidão em Lisboa, com o nome simbólico Velho Cabral.
Publicou um livro intitulado Agonia de um herói : a derradeira viagem do "Adamastor" (Lisboa : Marítimo-Colonial, 1945), descrevendo a última viagem do cruzador Adamastor.
O seu nome é lembrado na toponímia da cidade de Ponta Delgada, atribuído à Rua Comandante Jaime de Sousa por deliberação camarária de 27 de Abril de 1967.